# Weinmannia dzieduszyckii
Weinmannia dzieduszyckii là một loài thực vật có hoa trong họ Cunoniaceae. Loài này được Szyszyl. miêu tả khoa học đầu tiên năm 1894.